# Liste der Orden und Ehrenzeichen Nordrhein-Westfalens

Wappen Nordrhein-Westfalens

Diese Liste umfasst aktuelle und historische Orden und Ehrenzeichen Nordrhein-Westfalens.

## Auszeichnungen des Landes Nordrhein-Westfalen
- Rettungsmedaille (Nordrhein-Westfalen) (1951)
- Feuerwehr-Ehrenzeichen (Nordrhein-Westfalen) (1954)
- Verdienstorden des Landes Nordrhein-Westfalen (1986)
- Katastrophenschutz-Ehrenzeichen (Nordrhein-Westfalen) (2005)
- Feuerwehr- und Katastrophenschutz-Einsatzmedaille (2016)

## Historische Orden und Ehrenzeichen auf dem Gebiet des heutigen Nordrhein-Westfalen

### Herzogtum Jülich-Berg
- Hubertusorden (1444)

### Erzstift Köln
- Orden vom Heiligen Michael (1693)
- Orden von der Gütigkeit (1746)
- Tapferkeitsmedaille (1795)

### Fürstentum Lippe
- Militär-Verdienstmedaille (1832)
- Dienstauszeichnungskreuz (1851)
- Dienstauszeichnungs-Schnalle von 1857
- Erinnerungsmedaille für den Feldzug 1866 (1867)
- Lippischer Hausorden (1869)
- Rettungsmedaille (1888)
- Denkmünze auf den Einzug des Graf-Regenten Ernst 1897 in Detmold
- Orden für Kunst und Wissenschaft (1898)
- Denkmünze auf den Erstrittenen Thronanspruch 1905
- Leopold-Orden (1906)
- Lippisches Kriegervereins-Kreuz (1906)
- Bertha-Orden (1910)
- Kriegsverdienstkreuz (1914)
- Kriegsehrenkreuz für heldenmütige Tat (1914)
- Kriegs-Ehrenmedaille (1915)

### Freistaat Lippe
- Rettungsmedaille (1925)
- Staatsmedaille (1926)
- Erinnerungszeichen für Verdienste um das Feuerlöschwesen (1927)